# Parafia św. Maksymiliana Marii Kolbego w Deszkowicach
Parafia św. Maksymiliana Marii Kolbego w Deszkowicach – parafia rzymskokatolicka znajdująca się w dekanacie Szczebrzeszyn, w diecezji zamojsko-lubaczowskiej. 
Parafia została erygowana w dniu 12 kwietnia 1999 dekretem ówczesnego biskupa zamojsko-lubaczowskiego Jana Śrutwy.
Do parafii należą wierni z następujących miejscowości: Deszkowice Pierwsze, Rozłopy-Kolonia, Kulików, Źrebce.

Parafia św. Maksymiliana Marii Kolbego w Deszkowicach
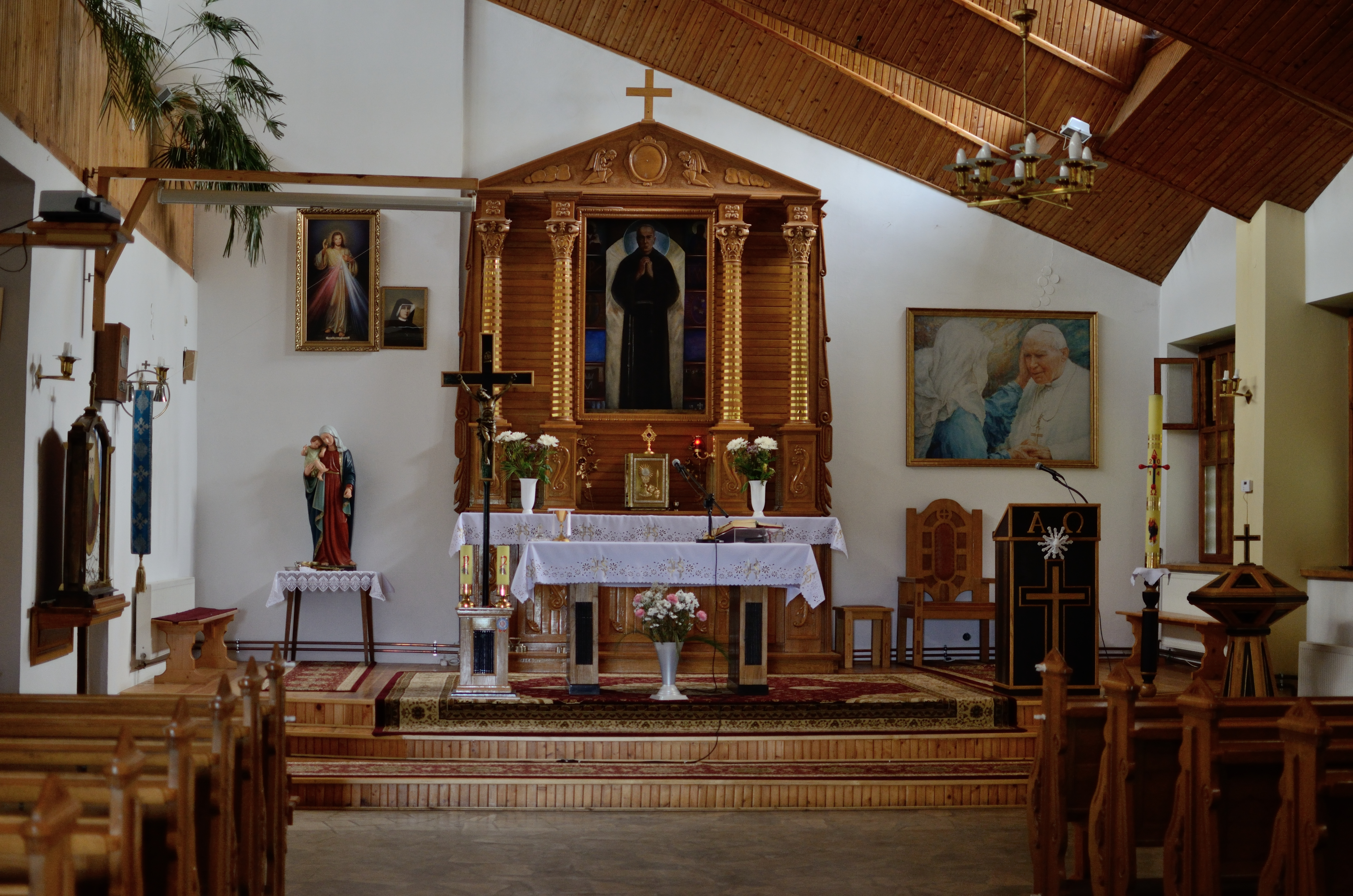
Wnętrze kościoła parafialnego
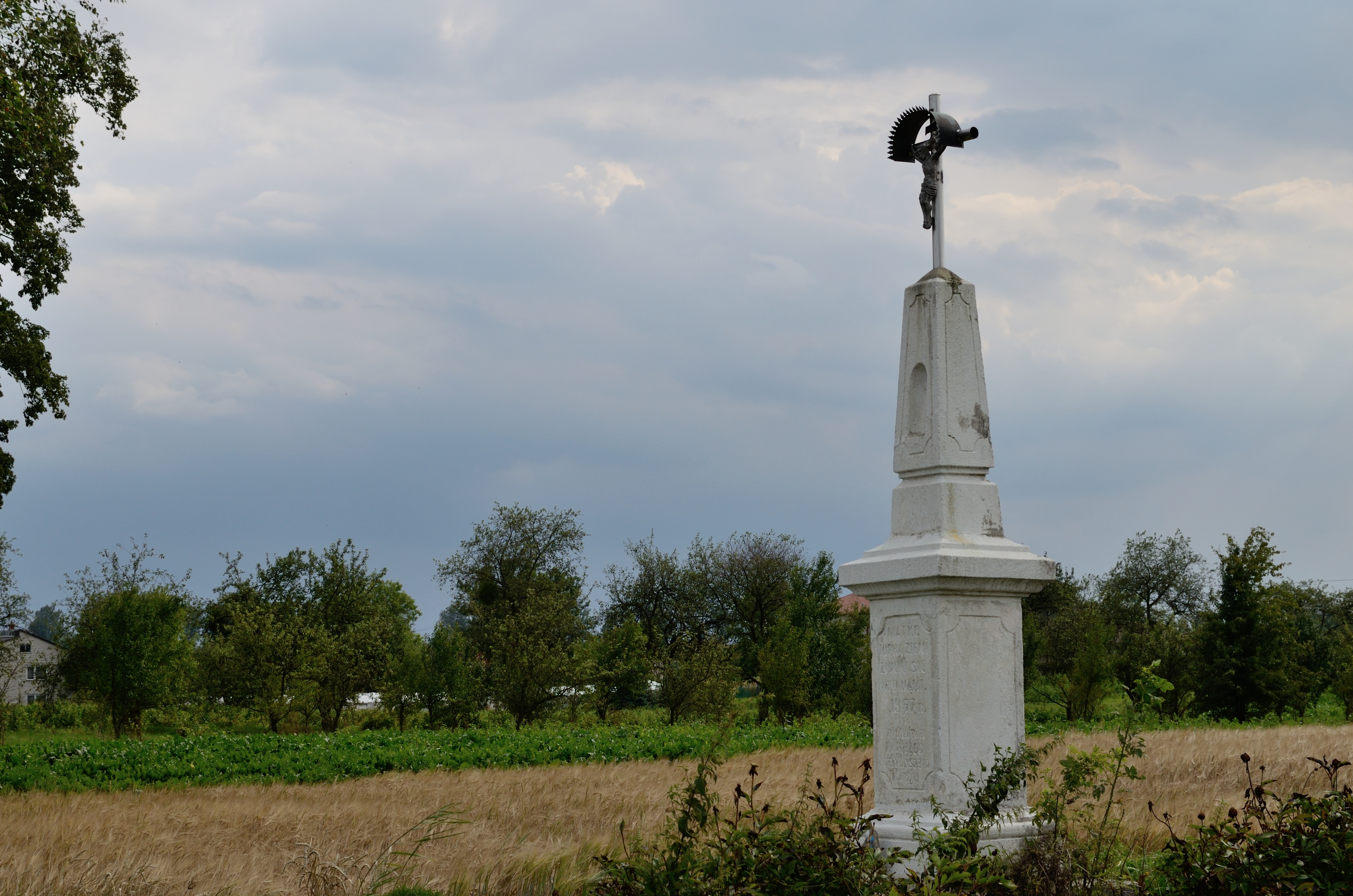
Krzyż przydrożny